# Gros-bec à ailes blanches
Mycerobas carnipes
Pour les articles homonymes, voir Gros-bec.
Espèce
Statut de conservation UICN

 LC  : Préoccupation mineure
Le Gros-bec à ailes blanches (Mycerobas carnipes) est une espèce de passereau appartenant à la famille des Fringillidae.

## Description
Le Gros-bec à ailes blanches mesure entre 22 et 24 cm.
Il présente un dimorphisme sexuel.
Le mâle est entièrement noir à l'exception du croupion, du ventre et des sous-caudales jaune verdâtre. La base des rémiges primaires blanche est à l'origine du nom spécifique de cet oiseau. Les couvertures secondaires et les rémiges tertiaires sont marquées d'un liseré jaune verdâtre, plus large sur les tertiaires. Le bec épais et conique présente une coloration brunâtre avec la mandibule inférieure blanchâtre. Les yeux sont bruns et les pattes brun clair.
La femelle est plus terne. La tête est gris noirâtre marquée de petites plumes blanchâtres formant des traits sur les joues. Le dos et les scapulaires sont gris noirâtre également mais indistinctement tachetés de noirâtre et irrégulièrement teintés de jaunâtre. Son croupion est jaune verdâtre. Son ventre est jaune lavé de gris vert jusqu'au niveau des sous-caudales.
Mâle et femelle présentent un bec gris corne et des pattes rose chair.
Les jeunes ressemblent à la femelle, avec également le croupion jaune verdâtre, mais sont plus foncés. Légèrement striées, les parties inférieures sont beige cendré.

## Distribution
Nord de l’Iran et de l’Afghanistan, sud du Turkménistan, nord du Pakistan, Kazakhstan, Tien-Chan, Cachemire, sud du Tibet et Himalaya, centre de la Chine, nord du Myanmar et extrême nord-est de l’Inde. Il hiverne au sud de l’Himalaya.

## Sous-espèces
Elles sont peu différenciées, speculigerus et merzbacheri sont légèrement plus pâles dans les deux sexes et le mâle carnipes présente généralement des couleurs plus riches.
- M. c. carnipes (Hodgson, 1836) : sud du Turkestan russe et chinois, Kazakhstan, ouest du Sinkiang, Himalaya, sud du Tibet et nord de l’Himalaya, Seutchouan, nord du Yunnan, Tsinghaï, sud du Kansou.
- M. c. speculigerus (Brandt, 1841) : nord de l’Iran, de l’Afghanistan, du Balouchistan et du Pakistan.
- M. c. merzbacheri Schalow, 1908 : cette forme du Tien-Chan n’est généralement pas reconnue comme sous-espèce.
- M. c. nanschanicus Meise, 1937 : cette forme du Nan-Chan n’est pas non plus retenue comme sous-espèce valide.

## Habitat
Le gros-bec à ailes blanches est inféodé aux fourrés de genévriers rabougris au-delà de l’étage des forêts et aux formations mixtes de genévriers et de sapins au voisinage de la limite des arbres. A plus basse altitude, il fréquente les bosquets mixtes de sapins, de rhododendrons et de genévriers ou les forêts de sapins à sous-bois de bambou ou encore
les bois de pins notamment dans l’ouest. En hiver, il descend généralement à plus basse altitude. Selon Roberts (1992), il est associé aux fourrés de genévriers rabougris (Juniperus communis) dans le nord du Pakistan et aux formations de genévriers arbustifs (Juniperus macropoda) dans le centre-nord du Balouchistan.

## Alimentation
Son régime alimentaire est dominé par les baies du cornouiller sanguin (Cornus sanguinea), du randia (Randia tetrasperma) et du genévrier commun (Juniperus communis) avec un complément de graines de conifères, de fruits à coque et de graines de plantes herbacées dont d’oseille (Rumex).

## Mœurs
Il a été décrit comme bruyant, produisant des craquements audibles à 20 ou 30 m et facilement reconnaissables lorsqu’il brise des fruits à coque. Il est également moins farouche que les autres gros-becs. En cas d’alarme, il reste perché immobile et silencieux dans le feuillage mais en cas de mise en fuite d’un groupe, les sujets s’envolent dans toutes les directions dans un bruissement d’ailes particulier et dans un vol plongeant rappelant celui d’un pic, chacun émettant un cri d’alarme grinçant avant de se regrouper. Il peut former des groupes comptant jusqu’à 30 ou 40 sujets, parfois en compagnie du roselin à dos rouge (Carpodacus rhodochlamys), et, certains hivers, jusqu’à 50 ou 60 oiseaux. Il constitue des troupes bruyantes hors saison de reproduction, passant souvent de longs moments au même endroit. Le vol est ondulant et puissant mais sur de courtes distances.

## Nidification
Le nid est une coupe profonde de brindilles et de tiges de graminées avec un complément de mousse ou de feuilles mortes et l’intérieur tapissé de fibres d’écorce de genévrier. Il est généralement placé dans un genévrier à environ deux mètres de hauteur mais aussi dans un épicéa ou dans un autre arbre, parfois jusqu’à 20 m de haut. La ponte habituelle est de trois œufs (parfois deux), gris-verdâtre pâle tachetés et vermiculés de pourpre-noir avec des motifs pourpre pâle. La construction du nid incombe à la femelle seule, le mâle ne faisant que l’accompagner. L’incubation dure 15 ou 16 jours et revient aux deux sexes mais surtout à la femelle. Les deux parents s’occupent des jeunes et la période des oisillons au nid dure une vingtaine de jours.

## Sources
- Armani G.C. (1983) Guide des passereaux granivores. Delachaux et Niestlé, Neuchâtel, Paris, 262 p.
- Ottaviani M. (2008) Monographie des Fringilles (fringillinés - carduélinés). Histoire Naturelle et photographies. Editions Prin, Ingré, 488 p.
- Roberts, J. (1992). The birds of Pakistan. (vol. 2) Karachi, OUP.